# Tarpenbek
El Tarpenbek (en baix alemany Tarpenbeek, antigament Tarpe o Terveke) és un afluent de l'Alster a Alemanya.
Neix de l'aiguabarreig del Tarpenbek-West i del Tarpenbek-Ost a Ochsenzoll, un barri de Norderstedt. D'Ochsenzoll fins al conflent amb el Bornbach, forma la frontera entre Slesvig-Holstein i l'estat d'Hamburg. En aquest punt desapareix sota l'aeroport d'Hamburg. Prop de l'embocament a l'Alster antany es va construir un embassament el 1263, l’Eppendorfer Mühlenteich (= bassa del molí d'Eppendorf) per engegar un molí d'aigua avui desaparegut. Només en roman una fonda amb el nom Zur alten Mühle (=al molí vell). L'hivern, aquesta bassa es manté artificialment sense gel i serveix d’hivernacle pels dos cents cignes de la ciutat d'Hamburg.
Al segle xx, la urbanització galopant de la metròpoli d'Hamburg va accelerar molt el desguas, per la impermeabilitzacio de moltes superfícies. Per a contenir el risc d'inundació, van fer-se moltes obres de canalització per augmentar el caball i de construcció de basses que van desnaturar el riu i minvar la seva capacitat d'auto-descontaminació. Des de la fi del segle passat, a poc a poc es va començar a renaturalitzar-lo on és possible. Malgrat els esforços dels voluntaris de l'assosciació per la protecció de la natura NABU, a molts endrets la vall del Tarpenbek pateix la proliferació descontrolada de plantes invasores, principalment la Reynoutria japonica i Balsamina glandulifera.
L'origen del nom del nom Tarpenbek no és gaire unívoc. El primer esment escrit data de 1245 amb la forma Terueke. La segona part bek significa petit riu, però les interpretacions de Tarpen podrien ser blat, del mot de l'antic baix alemany terwe, altres proposen torba, del baix alemany Torf, o encara Terbeke, al qual el ter significaria gota, doncs, riu que flueix gota per gota.
- Abeuradora al Tarpenbek a Ochsenzoll
- Aiguabarreig del Tarpenbek i de l'Alster al Butenalster

## El Pont dels Danesos
El 1798, el rei de Dinamarca Cristià VII va fer construir el Dänenbrücke o Pont dels Danesos, a l'antic camí entre Hummelsbüttel i Niendorf, on aleshores el Tarpenbek era frontera d'estat entre la senyoria de Pinneberg, un feu danès i Prússia. Va caure en desús quan el riu va ser rectificat el 1932 i que la frontera entre Prússia i Hamburg va ser adaptat al nou curs del riu. Va ser parcialment colgat quan el tram del bek va ser canalitzat i més tard entubat sota l'aeroport d'Hamburg i que el terra va ser anivellat. El 2015 es va decidir d'excavar el pont i de restaurar-lo, com que és un dels ponts de pedra més vells de la ciutat d'Hamburg. El pont té una amplada de 3,80 i una amplade de vuit metres. És un «pont de bigues» pla, fet de grans blocs de granit, que reposen en altres blocs, posats paral·lement a les ribes i amb baranes igualment de granit, a la barana occidental es troba la data de construcció i el monograma del rei C7. Com que és una pedra que no es troba localment, o ha de ser importada de Dinamarca, o més probablement, s'han fet servir els megàlits d'un antic túmul. Hi ha hagut també una casa de duana. El camí servia per habitants Hummelsbüttel que no tenien església pròpia i havien de caminar vuit quilòmetres i travessar la frontera per anar a l'església Kirche am Markt de Niendorf. Malauradament, es troba al mig de la zona de securitat de l'aeroport i no és accessible al públic. És un monument llistat.

## Afluents
1. Kollau (HH-Niendorf)

  1. Schillingsbek (parcialment entubat)

    1. Lohbek (entubat des del carrer Meyermannweg)

  2. Alte Kollau

    1. Geelebek (HH-Lokstedt)

  3. Langenhorstgraben

  4. Wegenkampgraben

  5. Mühlenau

    1. Düngelau

    2. Jaarsmoorgraben (entubat)

    3. Fangdiekgraben (parcialment entubat)

    4. Schießplatzgraben

      1. Lüttkampgraben

      2. Vorhorngraben

  6. Duvenackergraben (entubat)

  7. Brookgraben

    1. Grothwischgraben

    2. Brookgraben-Zubringer 

  8. Röthmoorgraben

  9. Schippelmoorgraben

    1. Seesreingraben

  10. Vielohgraben

  11. Dübwischgraben
2. Bornweggraben
3. Quellgraben
4. Hainholzgraben
5. Raakmoorgraben (HH-Langenhorn)

  1. Westerrodegraben
6. Bornbach (HH-Langenhorn)
7. Ossenmoorgraben (Norderstedt)
8. Tarpenbek-West
9. Tarpenbek-Ost

  1. Beek

  2. Bek in der Twiete

  3. Glasmoorgraben

## Un camí verd
Des de l'aiguamoll Wilde Moor on neix el Tarpenbek-West fins a la desembocadura a Eppendorf, un camí verd segueix el curs del riu, excepte al seu pas sota la pista d'aterissatge de l'aeroport d'Hamburg, on el camí contorna la zona de securitat, i allà en molts endrets és un lloc aficionat pels observadors d'avions.

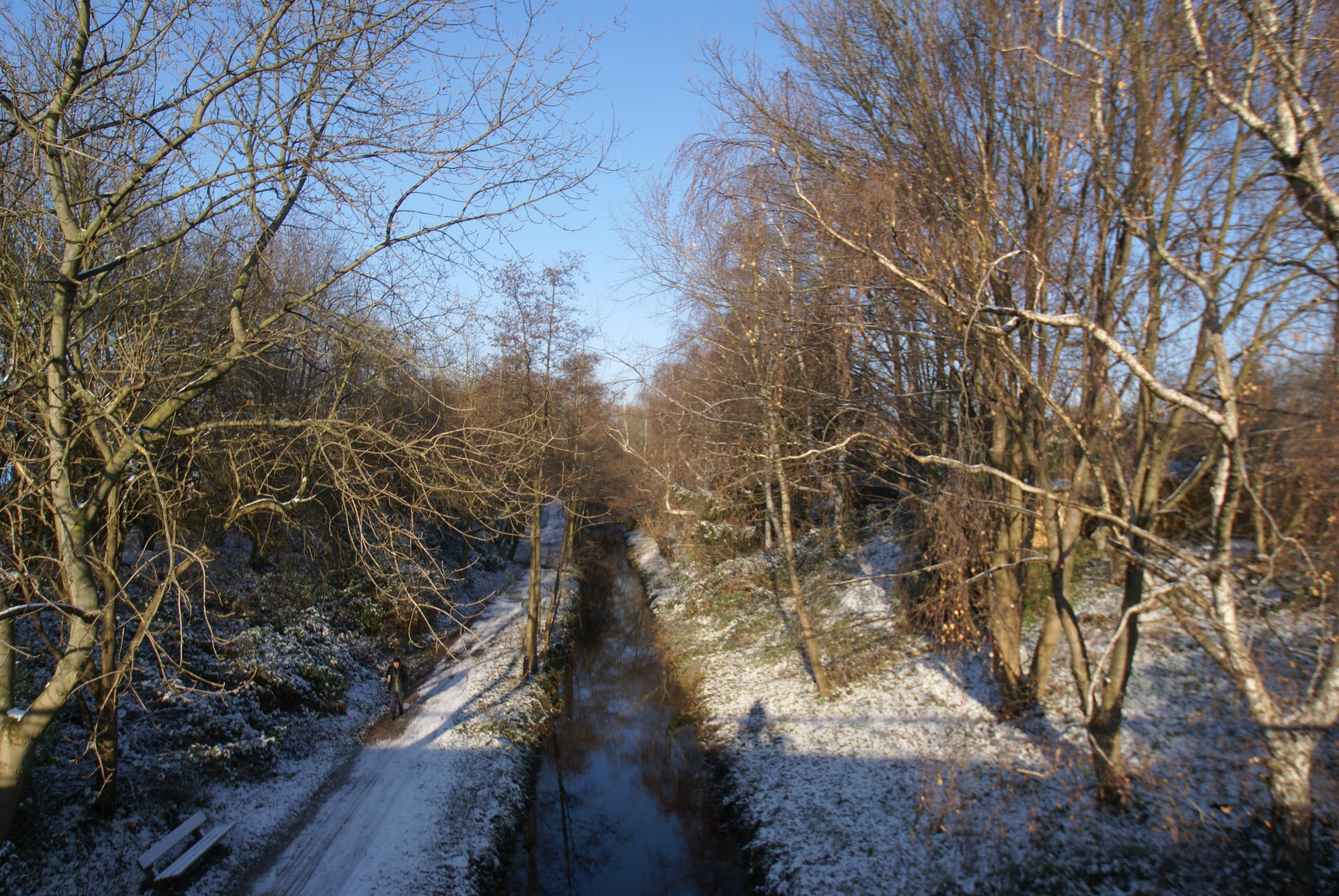
El Tarpenbek d'hivern al carrer Papenreye a la frontera entre Niendorf i Groß Borstel
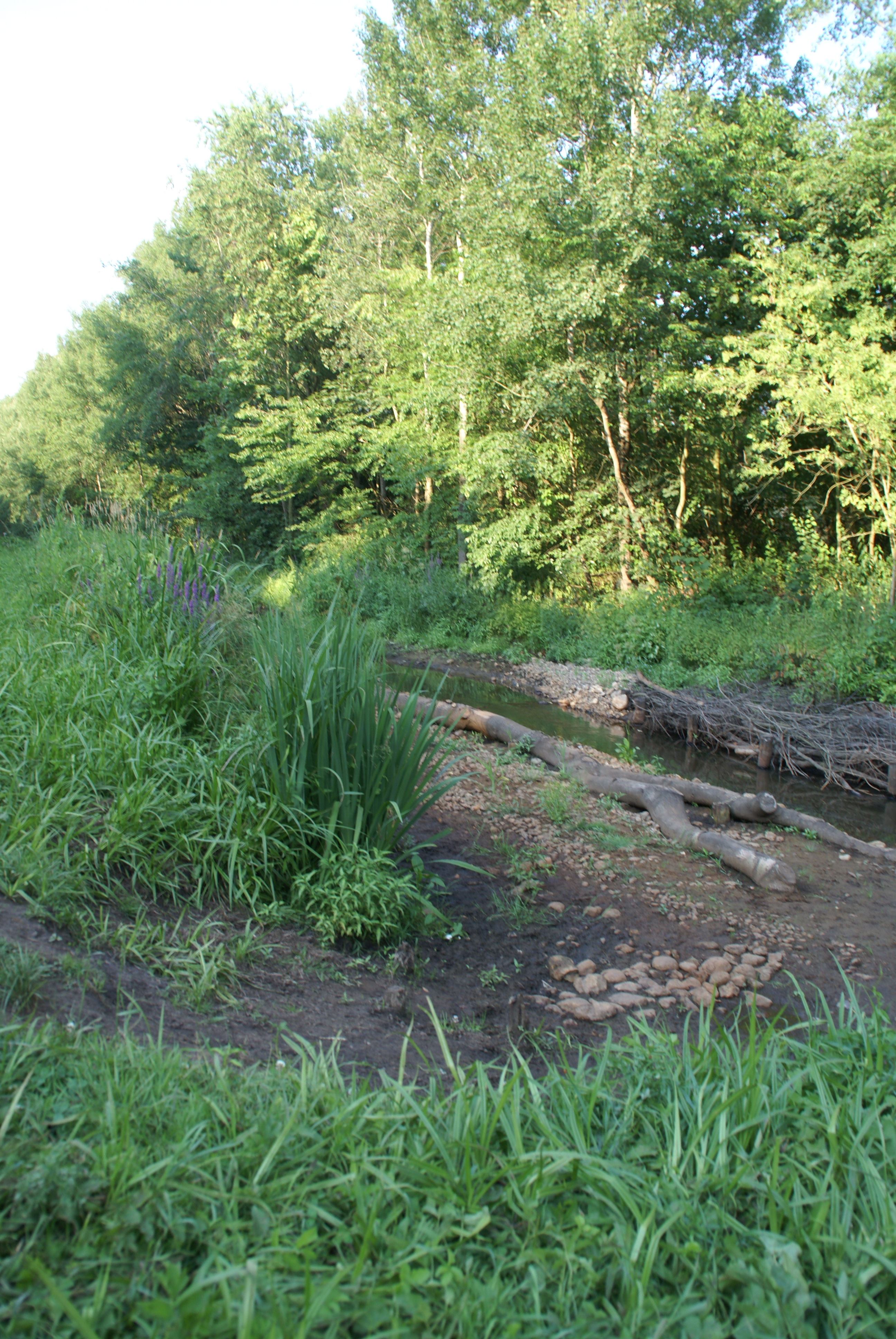
El Tarpenbek al costat de l'aeroport d'Hamburg a Niendorf
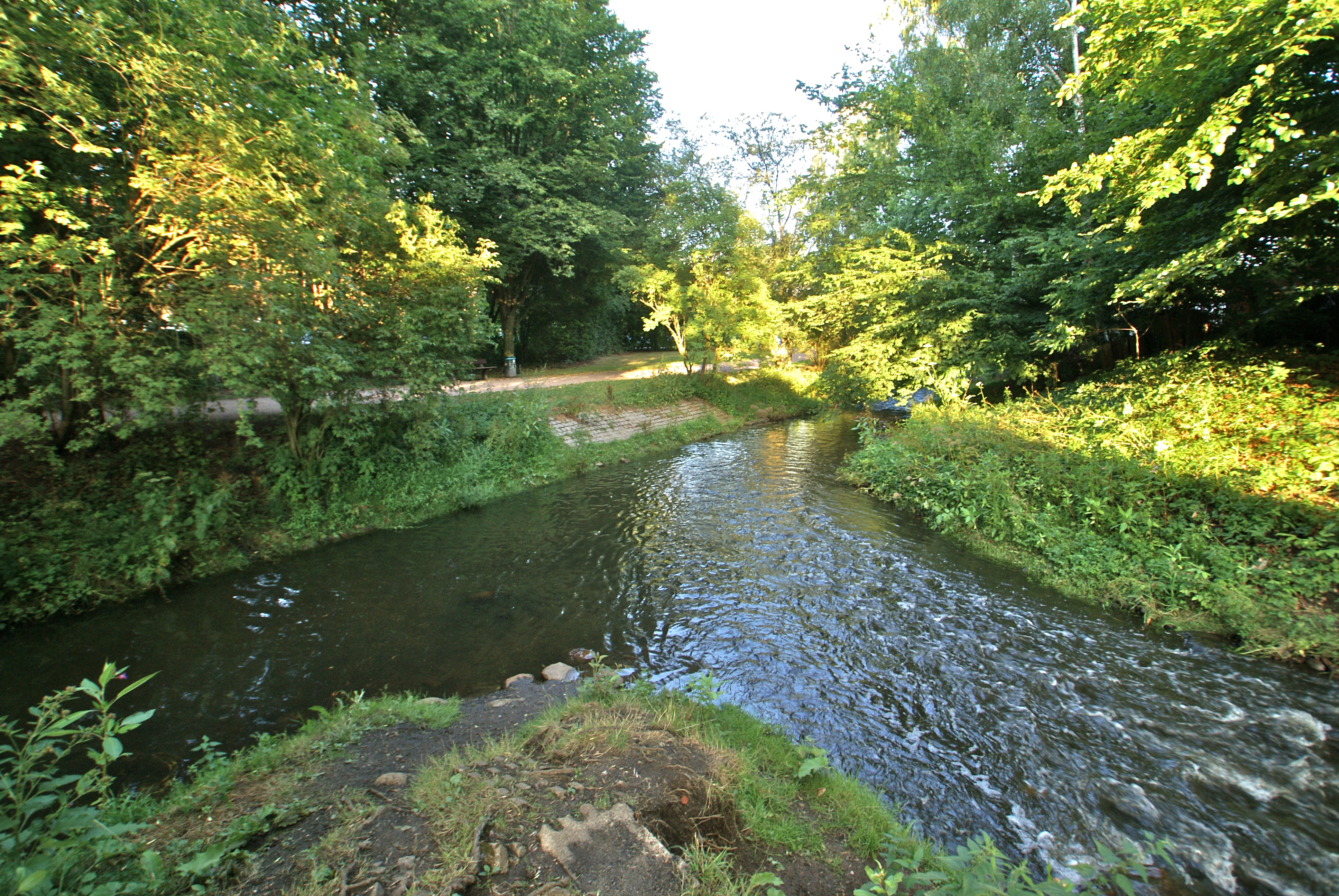
Aiguabarreig del Tarpenbek (a l'esquerra) i del Kollau (a la dreta)
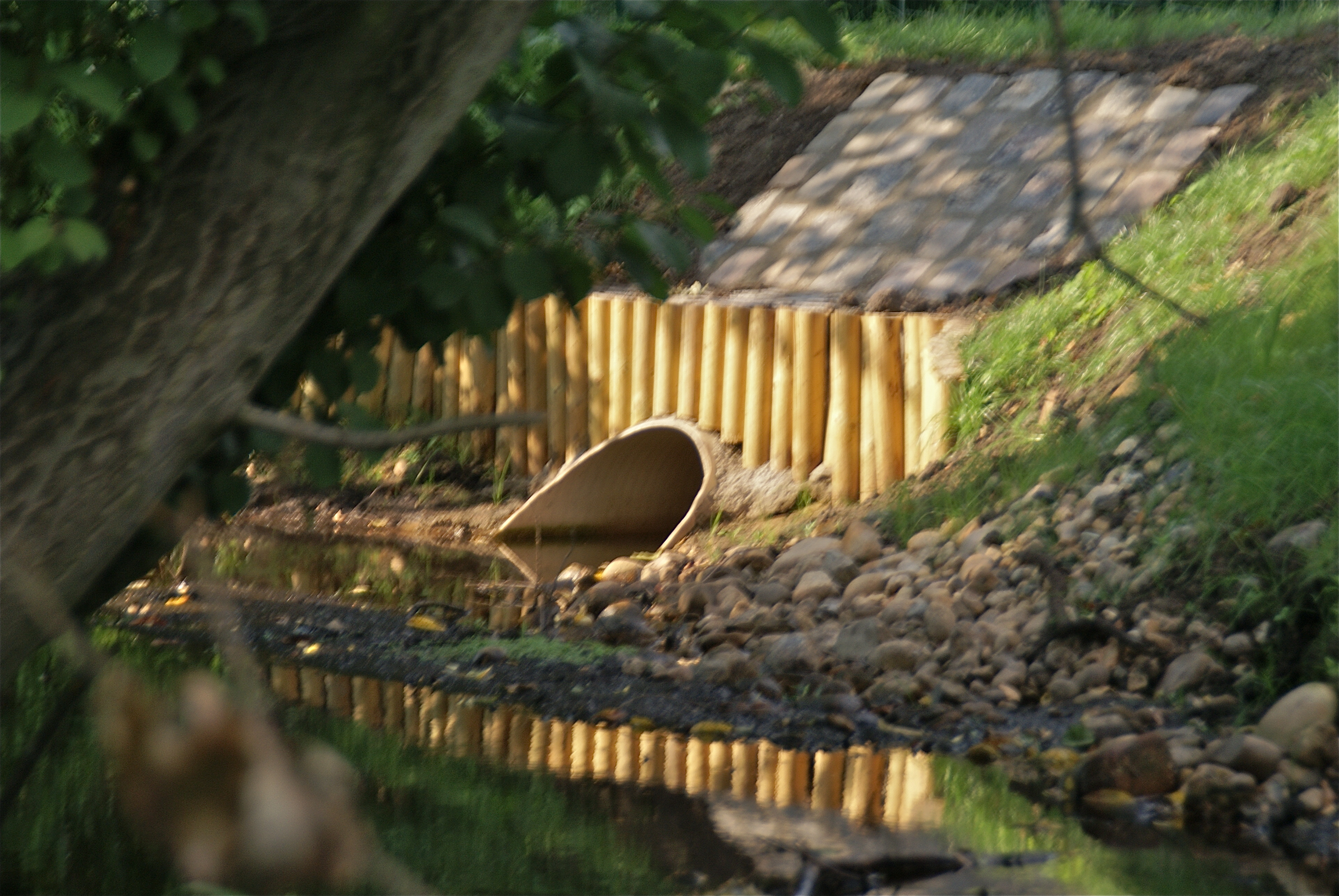
Embocadura de l'Ossenmoorgraben

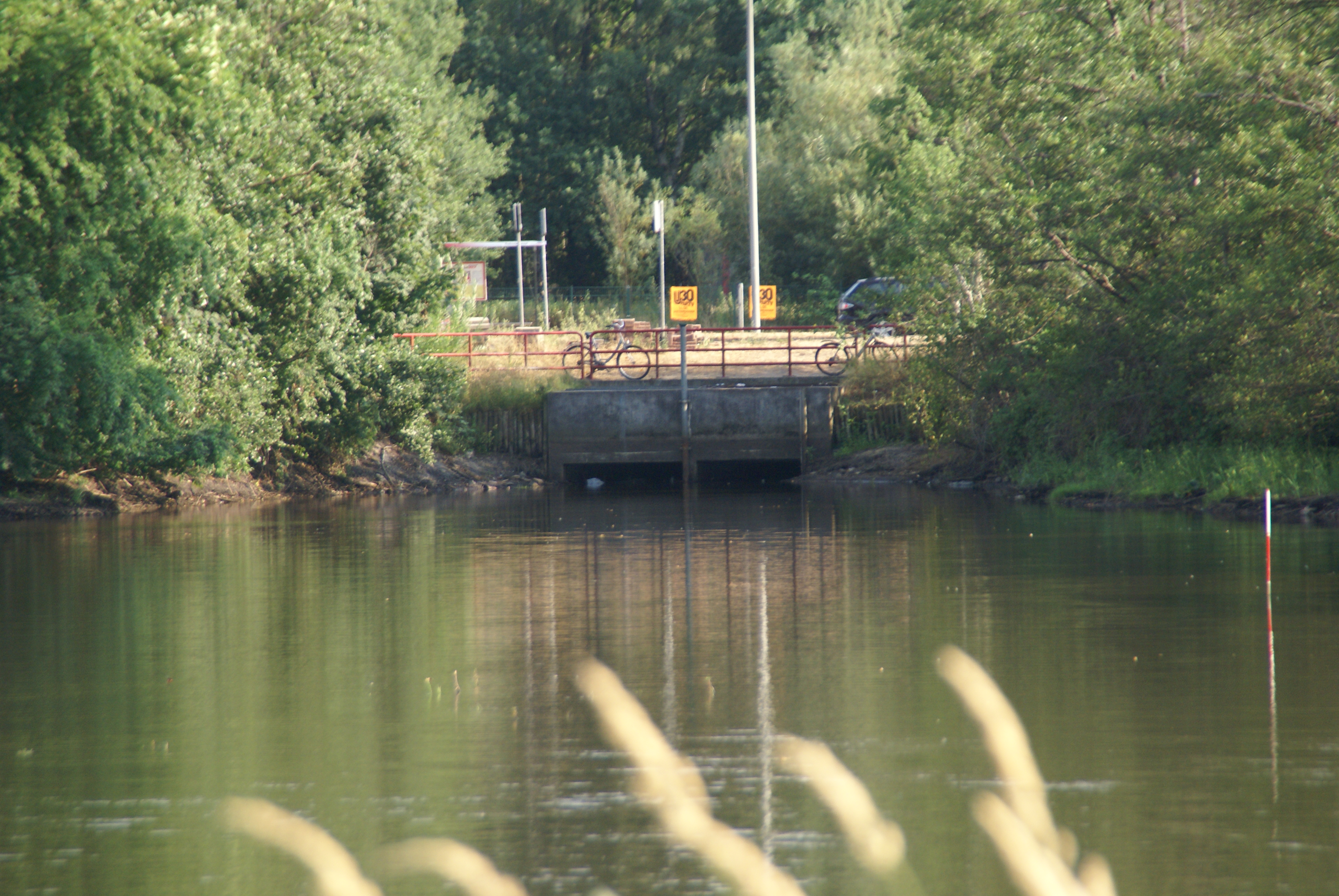
Fuhlsbüttel: inici del túnel del Tarpenbeek sota l'aeroport d'Hamburg
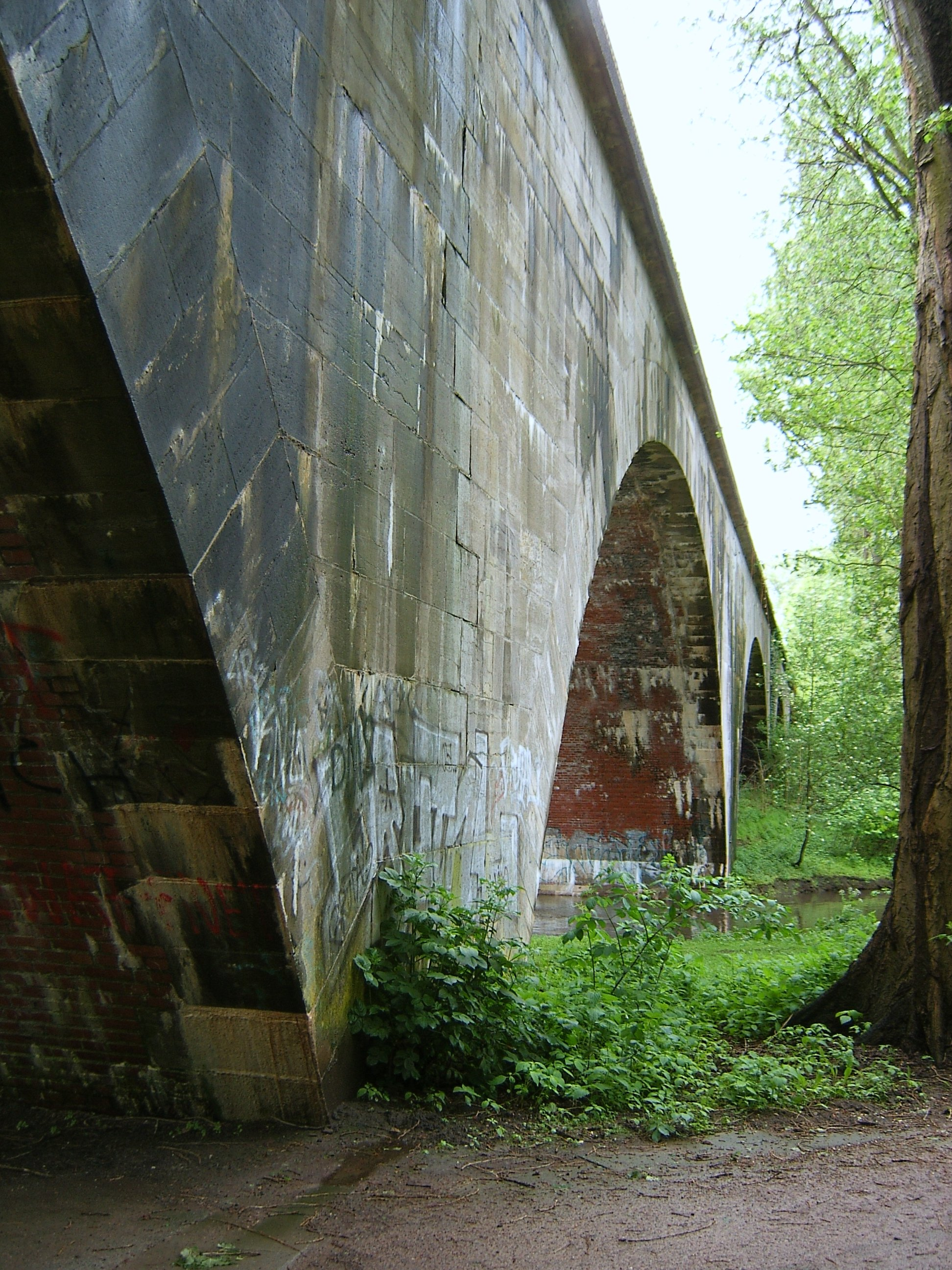
Pont al Tarpenbek del ferrocarril de mercaderies
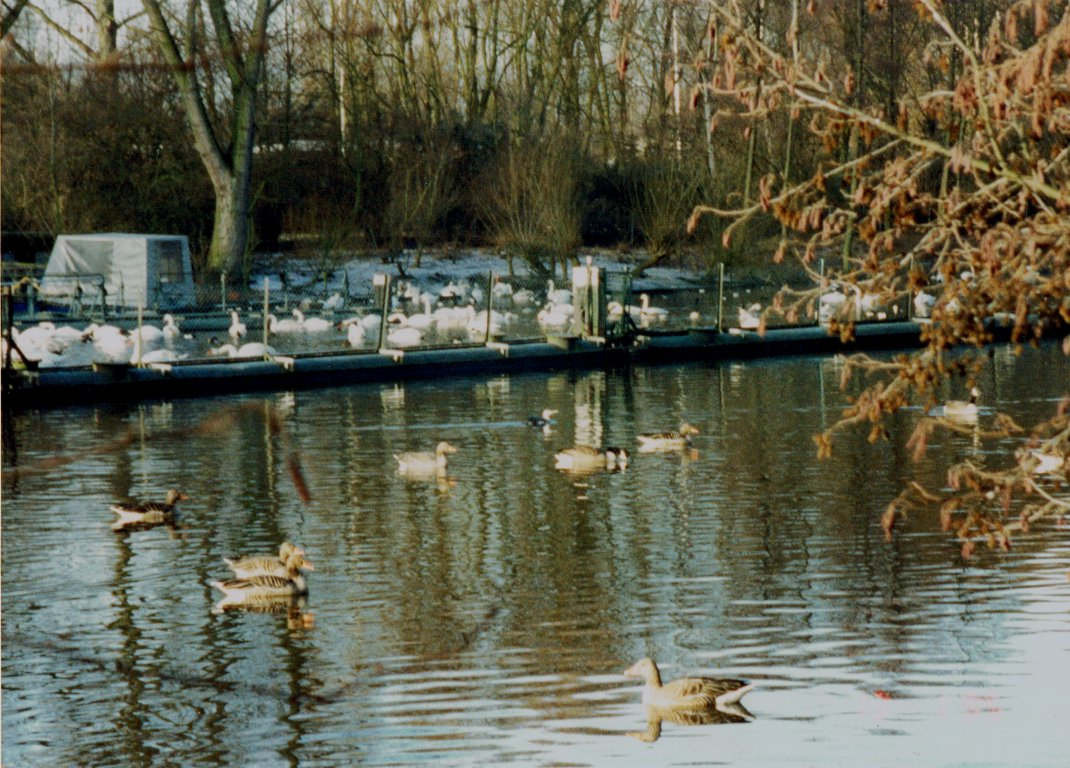
Eppendorfer Mühlenteich d'hivern